# Alberto De Zorzi
Alberto Emilio De Zorzi (nacido en Rosario el 1 de abril de 1926) fue un futbolista argentino. Se desempeñaba como delantero y contó con una profusa carrera en el fútbol de su país. Fue hermano del también futbolista Rodolfo De Zorzi.

## Carrera
Desempeñándose como puntero, De Zorzi dio sus primeros pasos en Tiro Federal de Rosario en 1945. Al año siguiente fue fichado por Rosario Central, club que acababa de vender a su hermano Rodolfo a Boca Juniors. Su debut se produjo el 15 de septiembre de ese año, cuando Rosario Central, entrenado en forma interina por el paraguayo Gerardo Rivas, venció a Vélez Sarsfield 2-0, en cotejo válido por la 19.ª fecha del Campeonato de Primera División. 

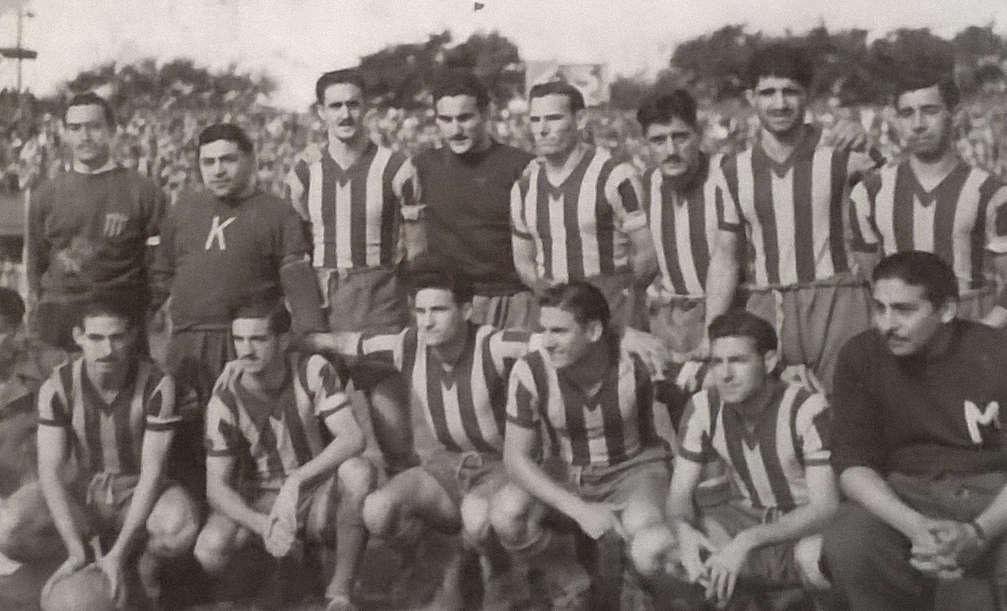
Rosario Central en 1949. Parados: Eduardo Blanco, Héctor Sttáfora, Alfredo Fógel, Vicente Altomonte, Oscar Mansilla, Daniel Sosa; agachados: Osvaldo Pérez, Alberto De Zorzi, Alejandro Mur, Luis Bravo, Antonio Vilariño.

En 1947 llegó a Boca Juniors recomendado por su hermano, pero no logró continuidad y retornó a Central al año siguiente. Si bien en el canalla tampoco logró la titularidad, le marcó un gol al campeón Independiente en la victoria de su equipo 5-1 por la 16.ª fecha y dos a River Plate en el triunfo centralista 4-3 por la 24.ª jornada. En las dos temporadas siguientes logró afirmarse en el once titular, compartiendo la línea ofensiva con Waldino Aguirre, Alejandro Mur, Antonio Vilariño, Luis Isidro Bravo, Eduardo L'Epíscopo. La campaña canalla en 1950 fue mala y el equipo perdió la categoría. Al finalizar dicho año, De Zorzi dejó Arroyito tras haber vestido la casaca auriazul en 64 partidos y marcado 17 goles.
Su próximo destino fue River Plate, club en el que tuvo escasa participación durante 1951, aunque protagonizó un curioso hecho al marcarle tres goles en cuatro minutos a Gimnasia y Esgrima La Plata por la 30.ª fecha del Campeonato de Primera División.
Continuó jugando para Huracán en 1952; bajó a Segunda División para tener su primer paso por Atlanta en 1953. Retornó al círculo máximo para vestir la casaca de Ferro Carril Oeste durante dos temporadas (1954 y 1955). En su segundo ciclo en Atlanta se coronó campeón de Segunda División 1956, consiguiendo llevar a Primera al cuadro bohemio.
Luego de mantenerse en Segunda jugando para Chacarita Juniors, tuvo su tercer paso por Atlanta entre 1958 y 1959, en Primera División. Fue campeón de la Copa Suecia en su única edición, en el año 1958. Retornó al fútbol de ascenso para jugar primeramente por Banfield en Primera B, mientras que en 1961 fue campeón de Tercera División con San Telmo, club en el que se retiró al año siguiente.

## Clubes
| Club                  | País      | Año       |
| --------------------- | --------- | --------- |
| Tiro Federal          | Argentina | 1945      |
| Rosario Central       | Argentina | 1946      |
| Boca Juniors          | Argentina | 1947      |
| Rosario Central       | Argentina | 1948-1950 |
| River Plate           | Argentina | 1951      |
| Huracán               | Argentina | 1952      |
| Club Atlético Atlanta | Argentina | 1953      |
| Ferro Carril Oeste    | Argentina | 1954-1955 |
| Club Atlético Atlanta | Argentina | 1956      |
| Chacarita Juniors     | Argentina | 1957      |
| Club Atlético Atlanta | Argentina | 1958-1959 |
| Banfield              | Argentina | 1960      |
| San Telmo             | Argentina | 1961-1962 |

## Palmarés
| Equipo    | País      | Título           | Año  |
| --------- | --------- | ---------------- | ---- |
| Atlanta   | Argentina | Segunda División | 1956 |
| Atlanta   | Argentina | Copa Suecia      | 1958 |
| San Telmo | Argentina | Tercera División | 1961 |